# 김태영 (1949년)
김태영(金泰榮, 1949년 1월 13일 ~ 2025년 2월 26일)은 대한민국의 제34대 합동참모의장을 지낸 군인으로 제42대 국방부 장관을 역임하였다.

## 경력
- 1973년 3월 30일, 육군 소위 임관
- 1984년~1989년 15사단 26포병대대장
- 1989년~1991년 합참의장 보좌관
- 1991년~1993년 8사단 포병연대장
- 1993년~1995년 56사단 참모장
- 1995년~1996년 합참 전략기획참모부 전쟁기획과장
- 1996년~1997년 청와대 외교안보수석실 국방담당관
- 1997년~1998년 제6군단 포병여단장
- 1998년~2000년 국방부장관 보좌관
- 2000년~2002년 보병 제23사단 사단장
- 2002년~2003년 육본 기획관리참모부장
- 2003년~2004년 국방부 정책기획국장
- 2004년~2005년 육군 수도방위사령관
- 2005년~2006년 합참 작전본부장
- 2006년 11월 16일, 육군 대장 진급
- 2006년 11월 17일~2008년 3월 21일: 육군 제1야전군사령관
- 2008년 3월 28일~2009년 9월 23일: 합참 합동참모의장
- 2009년 9월 23일, 육군 대장 전역
- 2009년 9월 23일~2010년 12월 3일: 제42대 국방부 장관
- 2009년 9월 30일~2010년 1월 31일 한나라당 당무위원
- 2010년~2016년 국방부 한민학원 이사장
- 2012년~2025년: 사단법인 물망초 이사
- 2014년 3월~2015년 2월: 아주대학교 대학원 네트워크 중심전 학과 초빙교수
- 2016년 2월~2022년 1월: 한국전쟁기념재단 이사장
- 2016년 2월~2025년 2월: 군인자녀교육진흥원 이사장
- 2017년 3월~2019년 3월: KAI 사외이사
  - KAI 감사위원회 위원
  - KAI 이사후보추천위원회 위원
  - KAI 이사후보추천위원회 위원장
- 자유한국당 전임고문
- 엄홍길휴먼재단 고문
- 한국군사학회 고문

## 학력
- 1967년 경기고등학교 졸업
- 1973년 육군사관학교 제29기 학사
- 1977년 서강대학교 독어독문학과 학사
- 1984년 육군보병학교 졸업
- 1985년 육군포병학교 졸업
- 1986년 육군기계화학교 졸업

## 상훈
- 2009년 보국훈장 통일장
- 2001년 보국훈장 천수장

## 평가

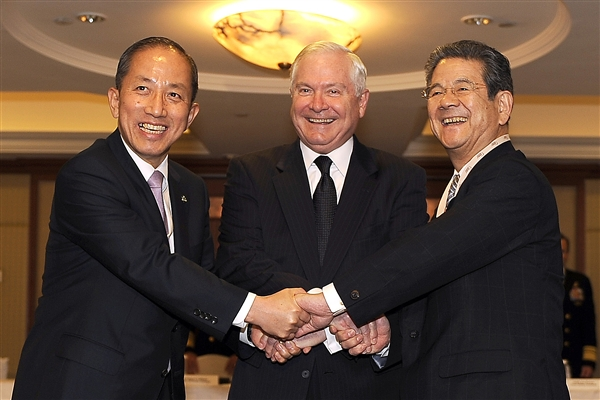
2010년 미국 순방 중

국방부 장관으로 재임하기 전인 2009년 9월 18일에 이루어진 청문회에서 철저한 청렴성이 화제를 모은 바 있다. 육군 대장까지 오르는 약 30여년의 군생활 동안 모은 재산은 약 7억 정도에 불과했고, 은퇴 후 돌아갈 집이 재산의 거의 전부였다. 또한 아들은 육군 병장으로 제대시켰고, 2008년 딸의 결혼식 때는 비용을 신용카드로 지불하는 등 자기관리가 철저해 여·야 가리지 않고 장관 임명에 동의하였다.

## 비판
국방장관 재임 기간 중 벌어진 천안함 사건, 연평도 포격에 대한 적절치 못한 대응으로 비판을 받고 2010년 12월, 국방장관 직에서 물러난 바 있다.
한편 2010년 3월에는 제주해군기지 조성으로 갈등 상황에 있는 제주도 서귀포시 강정 지역 반대대책위원회 관계자와의 간담 중 훌륭한 관광지는 인공조형물이 필요하다는 주장을 피력하면서 "아프리카 밀림은 관광지가 아닌 무식한 흑인들이 뛰어다니는 곳일 뿐"이라는 인종 차별 발언으로 논란이 된 바 있다. 2013년 12월 5일에는 서울 롯데호텔에서 열린 일왕의 생일 축하연에 참가하여 논란을 일으켰다.
김태영 전 장관은 대한민국-아랍에미리트 외교 갈등 논란을 일으킨 당사자의 하나로 주목받았는데, 2018년 1월 9일 중앙일보와의 인터뷰에서 2009년 이명박 정부 때 아랍에미리트연합(UAE)과 유사시 한국군 자동개입이 포함된 비밀 양해각서(MOU)를 체결했다고 털어놨다. 이는 헌법상 국회동의를 요하는 중대사안이고 헌법질서에 따라 진행돼야 할 사안이지만 이명박 정부는 이를 무시하고 비공개로 진행한 것이었으며, 또한 유승민의원이 2010년 11월 11일 국회 국방위원회에서 "UAE가 공격을 당했을 때 군사적으로 도움을 준다든지 파병한다고 약속했다면 헌법(위반)의 문제"라며 8차례나 질의했지만 김태영 전 장관은 끝까지 부인했다. 그런데 김태영 전 장관은 "(UAE에 군사지원을 약속했지만) 실제론 국회의 비준이 없으면 군사개입을 할 수 없다"고 말했는데 이는 처음부터 지키지 않을 약속을 했다는 뜻이며 UAE에 국제 사기를 쳤다는 얘기밖에 안된다는 비판이 있었다.

## 가족 관계
- 부인: 이범숙
  - 아들: 김대업
    - 며느리: 이하림

  - 딸: 김희수
    - 사위: 김도현

## 같이 보기
- 천안함 침몰 사건
- 연평도 포격